# Mietta
Mietta de son vrai nom Daniela Miglietta est une chanteuse et actrice italienne, née à Tarente le 12 novembre 1969.

## Biographie
Mietta débute au Festival de Sanremo en 1988, puis repérée par Amedeo Minghi, qui lui écrit la chanson « Canzoni » en 1989 elle gagne le festival de Sanremo  dans la catégorie jeune. Ils chantèrent ensemble « Vattene Amore » en 1990.

## Participations auFestival de Sanremo
| Édition                  | Artiste                            | Chanson        | Auteur                                              | Catégorie      | Position | Prix                                                         |
| ------------------------ | ---------------------------------- | -------------- | --------------------------------------------------- | -------------- | -------- | ------------------------------------------------------------ |
| Festival de Sanremo 1988 | Mietta                             | Sogno          | Claudio Mattone                                     | Nuove Proposte | -        |                                                              |
| Festival de Sanremo 1989 | Mietta                             | Canzoni        | Pasquale Panella, Amedeo Minghi                     | Nouveaux       | 1        | Prix Premier prix « Nuovi » Premio della Critica Mia Martini |
| Festival de Sanremo 1990 | Mietta & Amedeo Minghi             | Vattene amore  | Pasquale Panella, Amedeo Minghi                     | Champions      | 3        | Prix troisième place                                         |
| Festival de Sanremo 1991 | Mietta                             | Dubbi no       | Pasquale Panella, Amedeo Minghi                     | Champions      | 7        |                                                              |
| Festival de Sanremo 1993 | Mietta feat. I Ragazzi di Via Meda | Figli di chi   | Mietta, Antonello De Sanctis, Giuseppe Isgrò et Nek | Champions      | 6        |                                                              |
| Festival de Sanremo 2000 | Mietta                             | Fare l'amore   | Pasquale Panella, Armando Mango et Mango            | Champions      | 13       |                                                              |
| Festival de Sanremo 2004 | Mietta & Morris Albert             | Cuore          | Sergio Dall'Ora, Simone Boffa                       | Unique         | 8        |                                                              |
| Festival de Sanremo 2008 | Mietta                             | Baciami adesso | Pasquale Panella, Daniele Ronda                     | Champions      | 11       |                                                              |

## Discographie

### Album
| Nom de l'Album           | Année | État                                                                   |
| ------------------------ | ----- | ---------------------------------------------------------------------- |
| Canzoni                  | 1990  | Italie, Espagne, France, Grèce, Belgique, Allemagne, Suisse, Argentine |
| Volano le pagine         | 1991  | Italie                                                                 |
| Lasciamoci respirare     | 1992  | Italie                                                                 |
| Cambia pelle             | 1994  | Italie                                                                 |
| Daniela è felice         | 1995  | Italie, Royaume-Uni                                                    |
| La mia anima             | 1998  | Italie, Espagne, France, Grèce, Belgique, Allemagne, Suisse            |
| Tutto o niente           | 2000  | Italie, Espagne, France, Grèce, Belgique, Allemagne, Suisse            |
| Per esempio... per amore | 2003  | Italie                                                                 |
| 74100                    | 2006  | Italie                                                                 |
| Con il sole nelle mani   | 2008  | Italie                                                                 |

## Filmographie
| Film                                    | Année | Réalisateur                 | Pays                               |
| --------------------------------------- | ----- | --------------------------- | ---------------------------------- |
| Le Bossu de Notre-Dame[réf. nécessaire] | 1996  | Gary Trousdale et Kirk Wise | États-Unis Italie[réf. nécessaire] |
| La Piovra 8 - Lo scandalo               | 1997  | Giacomo Battiato            | Italie, Allemagne, Suède           |
| L'ispettore Giusti                      | 1999  | Sergio Martino              | Italie                             |
| Donne di mafia                          | 2001  | Giuseppe Ferrara            | Italie                             |
| Joy - scherzi di gioia                  | 2002  | Adriano Wajskol             | Italie, France                     |
| Ciao Brother                            | 2016  | Nicola Barnaba              | Italie                             |
| La fuga                                 | 2017  | Stefano Calvagna            | Italie                             |
| Stato di ebbrezza                       | 2018  | Luca Biglione               | Italie                             |